# مطموط أزرق الحنجرة
مطموط أزرق الحنجرة (الاسم العلمي: Aspatha gularis) (بالإنجليزية: Blue-throated Motmot)‏ هو نوع من الطيور يتبع جنس مطموط أسفاثا من الفصيلة المطموطية.